# Clinton Charter Township
Pour les articles homonymes, voir Clinton.
Clinton Township (officiellement Clinton Charter Township) est situé dans l’État américain du Michigan. Sa population était de 95 648 habitants en 2000. C'est la neuvième communauté de Michigan, et la quatrième banlieue de Détroit, après les villes de Warren, de Sterling Heights et de Livonia.